# Iodeto de estanho (II)

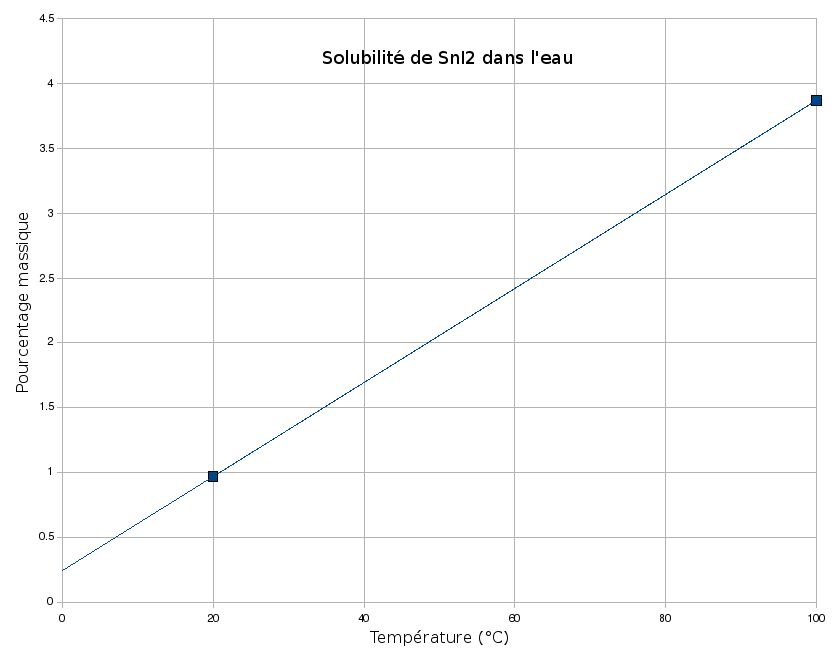
A solubilidade do SnI2 em água varia com a temperatura

Iodeto de estanho (II), conhecido também como iodeto estanhoso é um sal de iodo e estanho de fórmula SnI2. Possui massa molar de 372.519 g/mol.
é um sólido vermelho ou laranja-avermelhado. Funde a 320 °C e entra em ebulição a 714 °C.